# Bahía Iceberg

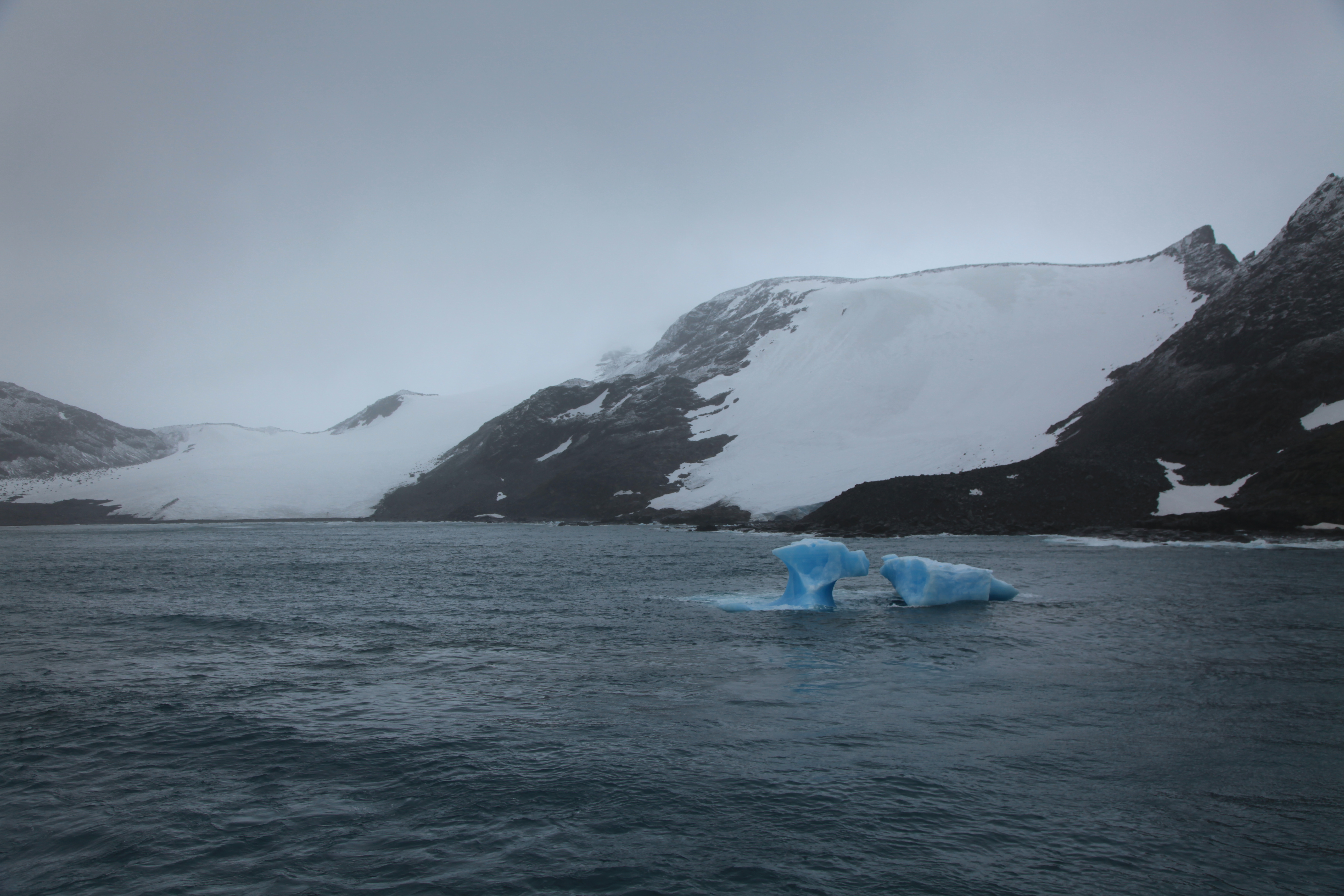
Bergy Bits en la caleta Shingle.

La bahía Iceberg es una bahía que mide 4,5 km, que se encuentra sobre la costa sur de la isla Coronación entre cabo Hansen y Olivine Point, en las islas Orcadas del Sur, Antártida. Fue designada por Matthew Brisbane, quien siguiendo órdenes de James Weddell relevó en forma aproximada la costa sur de la isla Coronación en 1823. La cresta Beaufoy y el glaciar Sunshine se encuentran un poco al norte de la bahía Iceberg.
La caleta Shingle es una pequeña caleta protegida en el extremo noroeste de la bahía Iceberg, en la costa sur de la isla Coronación, en las islas Orcadas del Sur. Fue inicialmente relevada por el personal de Discovery Investigations en 1933. Su nombre, asignado por el Falkland Islands Dependencies Survey (FIDS) luego de la campaña 1948-49, se debe a la playa con pequeños guijarros (en inglés "shingle") en la costa sur de la caleta.